# Cristo orante nell'orto di Getsemani
Cristo orante nell'orto di Getsemani è un dipinto a olio su tela (83 × 66 cm) di Giovanni Francesco Barbieri, detto il Guercino, databile al 1613-1614 circa. L'opera fa parte della UniCredit Art Collection ed è conservata a Palazzo Magnani, Bologna.

## Storia
Il primo proprietario noto del dipinto, il professor Arturo Bovi, lo sottopose all'esame dello storico dell’arte Sir Denis Mahon, che lo riconobbe come opera autografa del Guercino e la datò al periodo giovanile, intorno al 1613-1614, concorde tutta la critica successiva. L'opera fu venduta all'asta Finarte di Milano del 17 maggio 1979 (lotto 74), dove venne acquistata dal Credito Romagnolo, successivamente confluito in UniCredit. Attualmente è conservata a Palazzo Magnani, a Bologna, nell'ambito della UniCredit Art Collection.

## Descrizione e stile
La scena è ambientata in un paesaggio notturno, colto nel momento della preghiera di Cristo nell'orto del Getsemani. Al centro della composizione, inginocchiato su un piccolo rialzo roccioso, Gesù solleva lo sguardo verso l’alto, in atto di supplica. Un angelo appare in volo discendendo da sinistra, con il corpo in torsione e le braccia distese a offrire il calice della passione. Le due figure principali sono isolate in un’ambientazione essenziale, resa da una vegetazione appena accennata e da pochi elementi rocciosi, immersi in una luce drammatica che si concentra sul volto e sul corpo di Cristo, lasciando il resto della tela in penombra.Il dipinto appartiene alla prima fase dell’attività di Guercino e rivela già una notevole maturità, soprattutto nella costruzione luministica della scena. La composizione notturna è attraversata da forti contrasti chiaroscurali, con un angelo modellato in modo sciolto, affine a quello dei Due angeli che reggono il sudario. La resa atmosferica e l’uso dei toni caldi, in particolare del rosso, mostrano affinità con la pittura veneziana mediata dall'opera dello Scarsellino, che aveva trattato più volte lo stesso soggetto. Mahon sottolinea come tale riferimento sia più rilevante dell’accostamento a Ludovico Carracci, autore anch’egli di un Cristo nell’orto (già nella collezione Mahon), ma di impostazione più correggesca che veneta.
L’opera presenta pentimenti evidenti: la posizione del piede destro dell’angelo è stata modificata in fase esecutiva e una seconda versione, divenuta visibile nel tempo, è stata successivamente velata. Una recente pulitura ha inoltre rivelato una diversa posizione per la gamba e il piede sinistro. Le somiglianze con il San Carlo Borromeo in orazione con due angeli confermano l’attribuzione al periodo giovanile, intorno al 1613-1614.